# Финли, Дейв
Дэвид Эдвард Финли-младший (англ. David Edward Finlay Jr., род. 31 января 1958 или 20 октября 1958, Белфаст) — бывший североирландский рестлер, ныне рестлинг-тренер и продюсер.
В настоящее время работает в WWE под именем Фит Финли. Более известен своими выступлениями в World Championship Wrestling (WCW) в конце 1990-х и в WWE — в середине 2000-х. За свою долгую карьеру Финли завоевывал более двадцати чемпионских титулов в разных компаниях, включая титул чемпиона Соединённых Штатов WWE.

## Карьера в рестлинге

### World Wrestling Federation/Entertainment/WWE

#### Тренер
Когда WCW был куплен World Wrestling Federation (WWF), Финли начал работать в компании в качестве тренера новичков. Он подготовил будущих чемпионов WWE Джона Сину и Рэнди Ортона и в конечном итоге был назначен ответственным за подготовку Див. Ему приписывают переформатирование женского дивизиона WWE от развлекательных матчей на раздевание к традиционным реслинг-поединкам. Бывшая Дива WWE — Виктория сказала: «Он сделал нас и сформировал нас. Он узнал, что мы хотели делать, но не могли. Сегодня девочки выбирают, что они хотят делать. Если бы Фит Финли не было рядом, этого не случилось бы. Мы работали напряженно».

#### Выступления и альянс с Хорнсвогглом
20 января 2006 года Финли дебютировал в WWE матчем против Мэтта Харди и проиграл по дисквалификации, после чего в знак протеста вытащил Харди с ринга и наступил ему на голову. После этого Финли стал хилом и получил прозвище «Драчливый ирландский ублюдок» (англ. Fighting Irish Bastard).

#### SmackDown (2009—2010)
29 июня 2009 года в результате драфта Финли оказался в SmackDown. Первым поединком после возвращения стал бой против Рикки Ортиса, который выиграл Финли. На PPV Survivor Series он участвовал в командном поединке в команде Моррисона, и был выбит Шеймусом. В конце 2009 года начал фьюд с Дрю Макинтайром за титул интерконтинентального чемпиона WWE. В начале 2010 года Финли становится тренером и агентом WWE.

## Личная жизнь
Отец Дейва — Дэвид Финли-старший и его дед были рестлерами, а его сестра была рефери. Его брат, Альберт, был вратарем ФК «Гленторан» в 1960-х и 1970-х годах.
Финли был женат на своем бывшем менеджере — Принцессе Пауле. В настоящее время он женат на немецкой женщине по имени Мел и имеет троих детей. Его старший сын — Дэвид Финли выступает в New Japan Pro-Wrestling (NJPW), дебютировав 22 декабря 2012 года.

## Любимые приемы
- Завершающие приемы

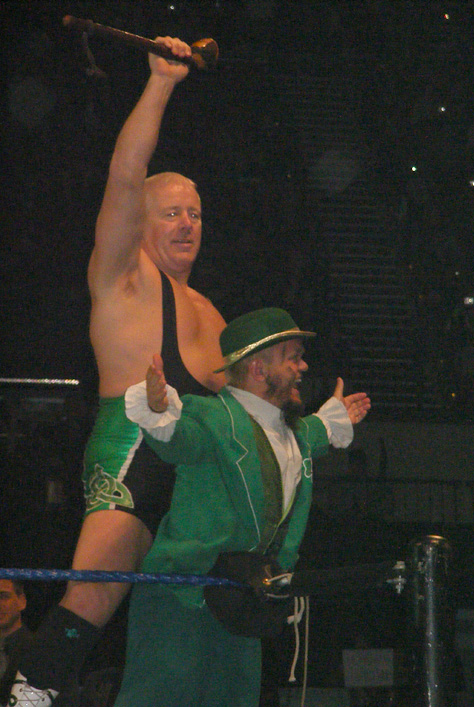
Финли и Хорнсвоггл

  - Celtic Cross (Running Over-The-Shoulder Piledriver) - WWE
  - Celtic Knot (Modified Indian deathlock) - 2007
  - Kneeling Belly To Belly Piledriver (Tombstone) - WCW
- Коронные приёмы
  - Dropkick, иногда Missile
  - Drop Suplex
  - European Uppercut
  - Firemen's Carry Stun Gun
  - Finlay Press (Double Foot Stomp)
  - Jawbreaker
  - Knee Strike
  - Rolling Hills (Rolling Firemen's Carry)
  - Seated Senton
  - Short-Arm Clothesline
  - Single Leg Crab
  - STF
  - Inverted Backbreaker

### Рестлеры, которых тренировал Финли
- Эшли Массаро[5]
- Кэндис Мишель[5]
- Кристи Хемме[5]
- Гейл Ким[5]
- СМ Панк[5]
- Лиза Мари Варон[5]
- Дженс Хеллмэн[5]
- Джиллиан Холл[5]
- Мария Канеллис[5]
- Марис Уэлле[5]
- Мелина Перес[5]
- Мишель Маккул[5]
- Молли Холли[5]
- Роберт Фэйзер[5]
- Торри Уилсон[5]
- Триш Стратус[5]
- Ив Торрес[5]
- Курт Энгл[5]
- Хорнсвоггл[5]

## Прозвища
- Человек, который любит драться «The Man Who Loves To Fight»
- «The Belfast Bruiser»
- «The Celtic Bruiser»
- «The Belfast Brawler»

## Титулы и Награды
- All-Star Promotions
  - Чемпион Британии в тяжелом весе (1 раз)
- Чемпионат Британии
  - Чемпион мира в среднем весе (4 раза)
- Catch Wrestling Association
  - Интерконтинентальный чемпион CWA в тяжелом весе (1 раз)
  - Командный чемпион мира CWA (1 раз) с Марти Джонсом[6]
- Commonwealth championships
  - CW British Commonwealth Heavyweight Championship (1 раз)
  - CW World Middleweight Championship (4 раза)
- Fighting Spirit magazine
  - Награда LL Cool J(2006)
- Чемпионат Ирландии
  - Национальный чемпион Ирландии (1 раз)
- Joint promotions
  - British Heavy Middleweight Championship (5 раз)
  - British Light Heavyweight Championship (2 раза)
- Pro Wrestling Illustrated
  - PWI ставит его под № 278 в списке 500 лучших рестлеров 2003 года[7]
  - PWI ставит его под № 33 в списке 500 лучших рестлеров 2007 года[8]

- World Championship Wrestling
  - Телевизионный чемпион мира WCW (1 раз)[9]
  - Hardcore Junkyard Invitational Trophy (1999)[10]
- World Wrestling Entertainment
  - Чемпион Соединённых Штатов WWE (1 раз)[11]